# Acanthogobius lactipes
Acanthogobius lactipes és una espècie de peix de la família dels gòbids i de l'ordre dels perciformes.
És un peix de clima temperat i demersal.
Es troba al Japó, la Península de Corea, la Xina i Rússia.
Els mascles poden assolir 9,4 cm de longitud total.
És inofensiu per als humans.